# 逸茂エルク
逸茂 エルク（いつも エルク、2月21日 - ）は、日本の漫画家。2021年、『ジャンプGIGA』（集英社）2021 AUTUMNに掲載された『ヒガンノヒ』でデビュー。

## 来歴
2020年、『ノラビト』が第100回手塚賞で佳作を受賞。2021年、『ジャンプGIGA』（集英社）に『ヒガンノヒ』を掲載し、デビューを果たす。2022年、『週刊少年ジャンプ』（同）に『レイルウェイ/ゲイトウェイ』を掲載し、本誌デビューを果たす。2023年、同誌にて『ツーオンアイス』の連載を開始。同作が連載デビュー作となる。2024年に連載を終了。

## 人物
好きな漫画として『外天楼』（石黒正数）、『ゴールデンカムイ』（野田サトル）、『チェンソーマン』（藤本タツキ）、『シグルイ』（原作：南條範夫・作画：山口貴由）を挙げている。
普段の作画はデジタル作画で行っている。

## 作品リスト

### 連載
- ツーオンアイス（『週刊少年ジャンプ』2023年43号[6] - 2024年20号[7]） - 連載デビュー作[4]。

### 読み切り
- ヒガンノヒ（『ジャンプGIGA』2021 AUTUMN[2]） - デビュー作[3]。『ツーオンアイス』3巻に併録。
- レイルウェイ/ゲイトウェイ（『週刊少年ジャンプ』2022年17号[5]）
- さっちゃんは石になった（『週刊少年ジャンプ』2022年49号[9]） - ジャンプ・ショート・フロンティア作品[9]。『ツーオンアイス』4巻に併録。
- ふたりは殯の庭で（『少年ジャンプ+』2023年5月19日[10]）
- 必要十分の私たち（『週刊少年ジャンプ』2023年26号[11]） - 『僕のヒーローアカデミア』代原[独自研究?]。『ツーオンアイス』4巻に併録。

### 書籍
- 『ツーオンアイス』、集英社〈ジャンプコミックス〉、全4巻
  1. 2024年2月2日発売[12][13]、ISBN 978-4-08-883821-2
  2. 2024年4月4日発売[14]、ISBN 978-4-08-883882-3
  3. 2024年6月4日発売[15]、ISBN 978-4-08-884106-9
  4. 2024年6月4日発売[16]、ISBN 978-4-08-884107-6